# Ilustración

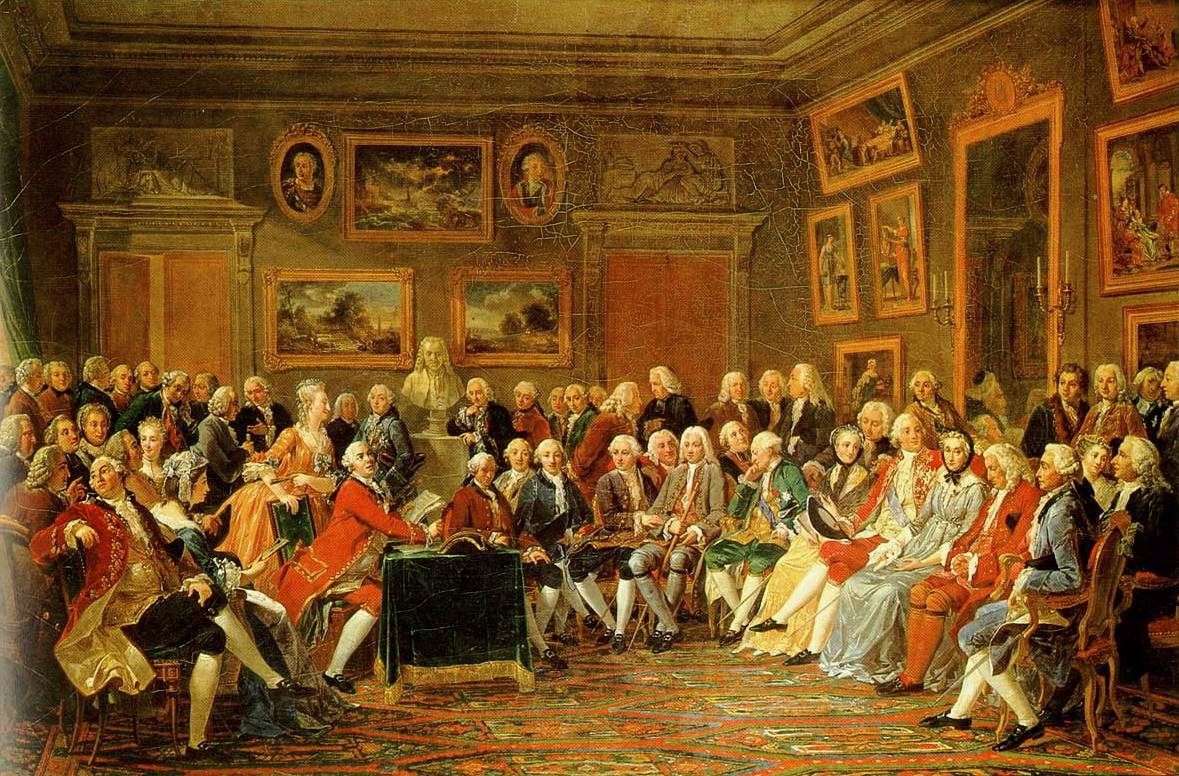
Pintura de Charles Gabriel Lemonnier que representa la lectura de una tragedia de Voltaire, por entonces en el exilio, El huérfano de la China (1755), en el salón literario de madame Geoffrin en la calle Saint-Honoré de París. Los personajes más notables reunidos en torno al busto de Voltaire son Rousseau, Montesquieu, Diderot, D'Alembert, Buffon, Quesnay, Du Plessis y Condillac. Además, figuran Gresset, Marivaux, Marmontel, Vien, La Condamine, Raynal, Rameau, mademoiselle Clairon, Hènault, Choiseul, Bouchardon, Soufflot, Saint-Lambert, el conde de Caylus, Felice, el barón de Aulne, Malesherbes, Maupertuis, Mairan, D'Aguesseau, Clairaut, la condesa de Houdetot, Vernet, Fontenelle, el duque de Nivernais, Crébillon, Duclos, Helvètius, Vanloo, Lekain, Lespinasse, Boccage, Réaumur, Graffigny, Jussieu y Daubenton.

La Ilustración fue un movimiento cultural e intelectual europeo que tuvo lugar desde mediados del siglo XVII hasta principios del siglo XIX, especialmente en Inglaterra, Francia y Alemania. Inspiró profundos cambios culturales y sociales; la Revolución francesa y el racionalismo ilustrado fueron algunos de sus efectos más drásticos. El siglo XVIII es conocido, por estos motivos, como el Siglo de las Luces y del asentamiento de la fe en el progreso. Las ideas desarrolladas durante esta época estuvieron enfocadas en conceptos como la búsqueda de la felicidad, la soberanía de la razón, y la evidencia de los sentidos como fuentes primarias del aprendizaje. Entre las ideas que tuvieron su origen o mayor auge durante la Ilustración se incluyen ideales políticos como la ley natural, la libertad, la igualdad, el progreso, la tolerancia, la fraternidad, el gobierno constitucional y la separación Iglesia-Estado.Existió también una Ilustración española e hispanoamericana, la de la Escuela Universalista Española del siglo XVIII, aunque más científica y humanística que política.
La Ilustración fue precedida y se solapa con la Revolución científica y la obra de Johannes Kepler, Galileo Galilei, Francis Bacon, Pierre Gassendi e Isaac Newton, entre otros, así como con la filosofía racionalista de Descartes, Hobbes, Spinoza, Leibniz y John Locke. Algunos sitúan el inicio de la Ilustración en la publicación del Discurso del método de René Descartes en 1637, con su método de dudar sistemáticamente de todo a menos que haya una razón bien fundada para aceptarlo, y que incluye su famosa sentencia, Cogito, ergo sum («Pienso, luego existo»). Otros citan la publicación de los Principia Mathematica (1687) de Isaac Newton como la culminación de la Revolución científica y el comienzo de la Ilustración. Los historiadores europeos, especialmente los franceses, tradicionalmente databan su comienzo con la muerte de Luis XIV de Francia en 1715 y su final con el estallido de la Revolución francesa en 1789. En la actualidad, muchos historiadores sitúan el final de la Ilustración a principios del siglo XIX, siendo el año más tardío propuesto el de la muerte de Immanuel Kant en 1804. En realidad, los periodos históricos no tienen fechas de inicio o final claramente definidas.
Los pensadores de la Ilustración sostenían que el conocimiento humano podía combatir la ignorancia, la superstición y la tiranía para construir un mundo mejor. La Ilustración tuvo una gran influencia en aspectos científicos, económicos, políticos y sociales de la época. Este tipo de pensamiento se expandió en la población y se expandió por los hombres de letras, pensadores y escritores que creaban nuevas formas de entender la realidad y la vida actual. Se expandió también a través de nuevos medios de publicación y difusión, así como en libros, periódicos, reuniones, o en cafés en las grandes ciudades continentales y británicas, en las que participaban intelectuales y políticos a fin de discutir y debatir acerca de la ciencia, política, economía, sociología, leyes, filosofía y literatura. La Ilustración fue marcada por su enfoque en el método científico y en el reduccionismo, el dividir problemas y sistemas en sus componentes al momento de encontrar una solución y/o entender mejor cómo funciona el sistema o problema.
Los filósofos y científicos de la época difundieron ampliamente sus ideas a través de reuniones en academias científicas, logias masónicas, salones literarios, cafés y en libros impresos, revistas y panfletos. En Francia, financiados en su mayor parte por la Ferme générale (como fue el caso de Helvétius) o por la especulación (como el comercio triangular y el relacionado comercio de esclavos), estos intelectuales, que se reunían en salones (como el del barón de Holbach), en logias (como la de Neuf Sœurs) y en torno al proyecto de traducir la Cyclopaedia de Ephraim Chambers, lo que les llevó a ser llamados los Enciclopedistas, publicaron un gran número de ensayos, gacetas, panfletos, novelas y obras de teatro. Mantuvieron correspondencia con las cortes protestantes de Europa para formar la República de las letras. Las ideas de la Ilustración socavaban la autoridad de la monarquía y del clero y allanaron el camino para las revoluciones políticas de los siglos XVIII y XIX. Diversos movimientos del siglo XIX, como el liberalismo, el socialismo y el neoclasicismo, remontan su herencia intelectual a la Ilustración.
Las doctrinas centrales de la Ilustración eran la libertad individual, el gobierno representativo, el imperio de la ley y la libertad de culto, en contraste con la monarquía absoluta o los Estados unipartidistas y la persecución religiosa de confesiones distintas de las establecidas formalmente y a menudo controladas directamente por el Estado. En cambio, otras corrientes intelectuales incluían argumentos a favor del anticristianismo, el deísmo e incluso el ateísmo, acompañados de demandas a favor de estados laicos, prohibiciones de la educación religiosa, supresión de monasterios, supresión de los jesuitas y la expulsión de órdenes religiosas. La crítica contemporánea, en particular de tales conceptos antirreligiosos, ha sido bautizada desde entonces por Isaiah Berlin como la Contrailustración.
El debate sobre la Ilustración como proceso de pensamiento ha continuado hasta nuestros días. Críticas al énfasis en el racionalismo de la Ilustración surgieron en torno a 1750 entre los propios filósofos de la Ilustración y luego en movimientos artísticos como el Romanticismo, pero también en el contexto del escepticismo y el conservadurismo político surgidos a principios del siglo XIX. Desde 1945, la Ilustración europea también se ha interpretado como un proyecto incompleto y ambivalente a la vista de sus consecuencias tardías, por ejemplo en la Escuela de Fráncfort. Más recientemente, la Ilustración también se ha visto como un proceso incompleto de emancipación social que debe continuar en el siglo XXI, por ejemplo por parte de la Fundación Giordano Bruno en Alemania. Los supuestos de la Ilustración están en el centro de las críticas de teóricos posmodernos, mientras que la mayoría de académicos en las humanidades y en las ciencias sociales siguen considerándose enraizados en la modernidad y se refieren positivamente a las ideas de la Ilustración. Sitúan la Declaración Universal de los Derechos Humanos de las Naciones Unidas de diciembre de 1948 en la tradición de la Ilustración.

## Definición del término
La Ilustración significa el abandono del hombre de una infancia mental de la que él mismo es culpable. Infancia es la incapacidad de usar la propia razón sin la guía de otra persona. Esta puericia es culpable cuando su causa no es la falta de inteligencia, sino la falta de decisión o de valor para pensar sin ayuda ajena. Sapere aude «¡Atrévete a saber!» He aquí la divisa de la Ilustración.
Immanuel Kant, ¿Qué es la Ilustración?

La Ilustración (Lumières, en francés; Enlightenment, en inglés; Illuminismo, en italiano; Aufklärung, en alemán), en frase de uno de sus más importantes representantes, D'Alembert, «lo discutió, analizó y agitó todo, desde las ciencias profanas a los fundamentos de la revelación, desde la metafísica a las materias del gusto, desde la música hasta la moral, desde las disputas escolásticas de los teólogos hasta los objetos del comercio, desde los derechos de los príncipes a los de los pueblos, desde la ley natural hasta las leyes arbitrarias de las naciones, en una palabra, desde las cuestiones que más nos atañen a las que nos interesan más débilmente». Esto mismo nos indica que, más que el contenido mismo de sus doctrinas, lo original del movimiento fue la forma de pensamiento y valoración.
Según las interpretaciones marxistas, entre cuyas opciones se encuentra la de Lucien Goldmann, la Ilustración puede ser definida como «una etapa histórica de la evolución global del pensamiento burgués». Como tal, insertaría su filiación doctrinal en el Renacimiento y, especialmente, en las corrientes racionalistas y empiristas del siglo XVII (de Descartes, a Locke, pasando por Bacon, Bayle, Galileo, Grocio, Hobbes, Leibniz, Newton, Spinoza, o los libertinos), y basa su posibilidad sociológica de desarrollo en las revoluciones políticas neerlandesa e inglesa, en el empuje de la burguesía y en las transformaciones económicas en gestación, apoyadas en una coyuntura en alza, que desembocarán en la Revolución francesa.

## Contexto histórico

### Introducción
Los filósofos de la antigua Grecia fueron los primeros en explorar los poderes y usos de la razón. Los romanos adoptaron y preservaron gran parte de la cultura griega, incluidas en particular las ideas de un orden natural racional y la ley natural. Sin embargo, en medio de la agitación del Imperio romano, surgió una nueva preocupación por la salvación personal, y se allanó el camino para el triunfo de la religión cristiana. Los pensadores cristianos gradualmente encontraron usos para su herencia grecorromana. El sistema de pensamiento conocido como escolasticismo, que culminó en la obra de Tomás de Aquino, resucitó la razón como una herramienta de comprensión. En la obra de Tomás de Aquino, Aristóteles brindaba el método para obtener esa verdad que era determinable solo por la razón, y en tanto que la revelación cristiana contenía una verdad superior, Tomás ubicaba a la ley natural que era evidente para la razón como subordinada a la ley eterna y la ley divina, pero sin entrar en conflicto con ellas.
El edificio intelectual y político del cristianismo, aparentemente inexpugnable en la Edad Media, cayó a su vez ante ataques del humanismo, el Renacimiento y la Reforma protestante. El humanismo dio paso a la ciencia experimental de Francis Bacon, Nicolás Copérnico y Galileo así como a las investigaciones matemáticas de René Descartes, Gottfried Wilhelm Leibniz e Isaac Newton. El Renacimiento redescubrió gran parte de la cultura clásica y revivió la noción de que los seress humanos eran seres creativos, mientras que la Reforma desafió la autoridad monolítica de la Iglesia católica. Para Martín Lutero, como para Bacon o Descartes, el camino hacia la verdad estaba en la aplicación de la razón humana. Tanto el Renacimiento como la Reforma protestante fueron menos movimientos en pro de la libertad intelectual que cambios de autoridad, pero, en tanto apelaban a autoridades diferentes, contribuyeron a la ruptura de la comunidad de pensamiento. La autoridad recibida, ya fuera la de Ptolomeo en las ciencias o la de la Iglesia en asuntos espirituales, debía estar sujeta al examen de mentes libres.
El término Ilustración se refiere específicamente a un movimiento intelectual histórico. Existen precedentes e incluso una propia Ilustración en Inglaterra y Escocia a finales del siglo XVII, como inmediatamente después en Alemania, si bien en su vertiente política el movimiento se considera originalmente francés. La Ilustración francesa tuvo una expresión estética, denominada Neoclasicismo, a diferencia de la alemana, prototípicamente Gotthold Ephraim Lessing, que se alejaba por completo de esta, a la que despreciaba. Desde Francia se expandió un tipo de ilustración sociopolítica por toda Europa y América renovando especialmente los criterios políticos y sociales. La Estética como disciplina es una de las grandes invenciones dieciochistas, inglesa (Francis Hutcheson y los empiristas) y sobre todo alemana (especialmente a partir de Alexander Gottlieb Baumgarten).

### SigloXVII: la era de la Razón

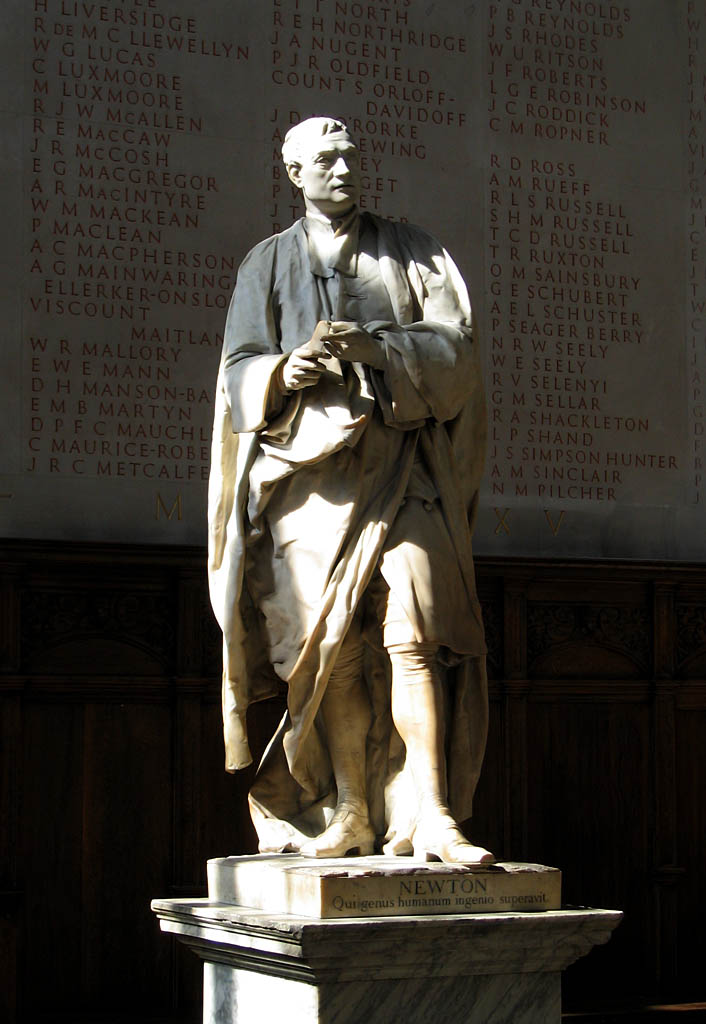
Estatua de Newton en Trinity College, Cambridge.

Según muchos historiadores, los límites de la Ilustración han alcanzado la mayor parte del siglo XVI, aunque otros prefieren llamar a esta época la Era de la Razón. Ambos períodos se encuentran en cualquier caso, unidos y emparentados, e incluso es igualmente aceptable hablar de ambos períodos como de uno solo.
A lo largo del siglo XVI y siglo XVII, Europa se encontraba envuelta en guerras de religión. Cuando la situación política se estabilizó tras la Paz de Westfalia (acuerdo entre católicos y protestantes, 1648) y el final de la guerra civil en Inglaterra, existía un ambiente de agitación que tendía a centrar las nociones de fe y misticismo en las revelaciones «divinas», captadas de forma individual como la fuente principal de conocimiento y sabiduría. En lugar de esto, la Era de la Razón trató entonces de establecer una filosofía basada en el axioma y el absolutismo como bases para el conocimiento y la estabilidad.
Este objetivo de la Era de la Razón, que estaba construido sobre axiomas, alcanzó su madurez con la Ética de Baruch Spinoza, que exponía una visión panteísta del universo donde Dios y la Naturaleza eran uno, en la línea de la expresión bíblica: 'En Él vivimos, nos movemos y existimos'. Esta idea se convirtió en el fundamento para la Ilustración, desde Isaac Newton hasta Thomas Jefferson.
La Ilustración estaba influida en muchos sentidos por las ideas de Blaise Pascal, Gottfried Leibniz, Galileo Galilei y otros filósofos del período anterior. El pensamiento europeo atravesaba por una ola de cambios, ejemplificados por la filosofía natural de Sir Isaac Newton, un matemático y físico brillante. Las ideas de Newton, que combinaban su habilidad de fusionar las pruebas axiomáticas con las observaciones físicas en sistemas coherentes de predicciones verificables, proporcionaron el sentido de la mayor parte de lo que sobrevendría en el siglo posterior tras la publicación de sus Philosophiæ naturalis principia mathematica. Pero Newton no estaba solo en su revolución sistemática pensadora, sino que era simplemente el más famoso y visible de sus ejemplos. Las ideas de leyes uniformes para los fenómenos naturales se reflejaron en una mayor sistematización de una variedad de estudios.

### SigloXVIII: el inicio de las revoluciones

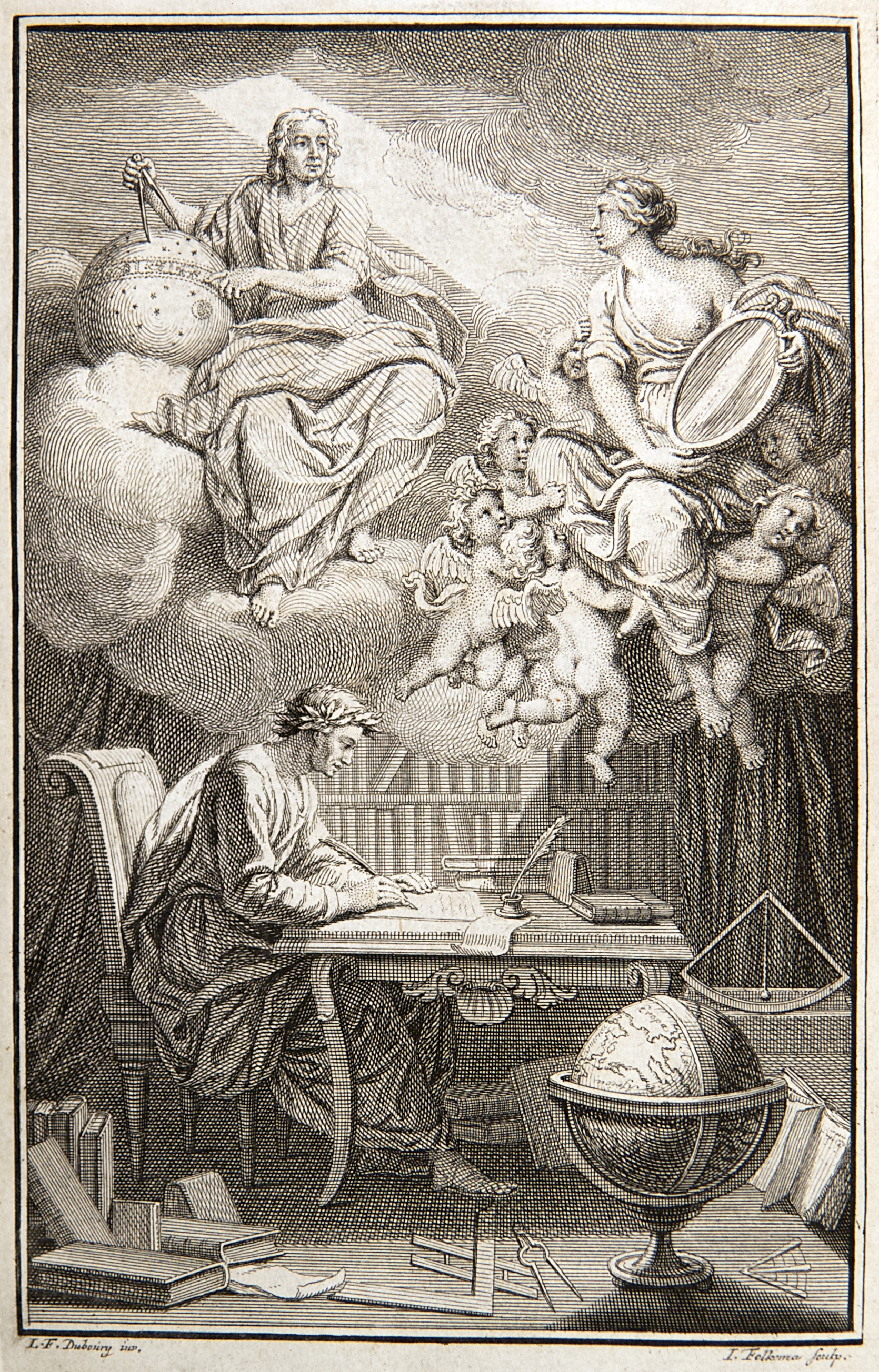
Portada de Elementos de la filosofía de Newton (1738), que Voltaire y Émilie du Châtelet publicaron con gran éxito. En ella, explicaron de forma sencilla los principios básicos de los descubrimientos de Newton en matemáticas, astronomía y óptica, haciendo accesible la nueva física para el público francés.

El siglo XVIII constituye, en general, una época de progreso de los conocimientos racionales y de perfeccionamiento de las técnicas de la ciencia. Fue un período de enriquecimiento que potenció a la nueva burguesía, si bien se mantuvieron los derechos tradicionales de los órdenes privilegiados dentro del sistema monárquico absolutista. Sin embargo, la historia del siglo XVIII consta de dos etapas diferenciadas: la primera supone una continuidad del Antiguo Régimen (hasta la década de 1770), y la segunda, de cambios profundos, culmina con la Revolución estadounidense, la Revolución francesa y Revolución Industrial en Inglaterra.
Esta corriente abogaba por la razón como la forma de establecer un sistema autoritario ético. Entre 1751 y 1765 se publicó en Francia la primera Encyclopédie, de Denis Diderot y Jean Le Rond D'Alembert, que pretendía recoger el pensamiento ilustrado. Querían educar a la sociedad, porque una sociedad culta que piensa por sí misma era la mejor manera de asegurar el fin del Antiguo Régimen (el absolutismo y las dictaduras se basan en la ignorancia del pueblo para dominarlo). En su redacción colaboraron otros pensadores ilustrados como Montesquieu, Rousseau y Voltaire. Por lo demás, existen lados oscuros en la Ilustración enciclopedista francesa: de una parte aquello que se refiere a ciertos aspectos plagiarios en la realización de la Enciclopedia como proyecto intelectual y las circunstancias confusas que la rodearon; de otra el extremado y gratuito proceso sanguinario a que innecesariamente condujo, razón esta que llevó a Friedrich Schiller a rechazar la carta de ciudadano de París y elaborar una teoría de la revolución sin violencia.
Los líderes intelectuales del movimiento enciclopedista se consideraban a sí mismos la élite de la sociedad, cuyo principal propósito era liderar al mundo hacia el progreso, sacándolo del largo periodo de tradiciones, superstición, irracionalidad y tiranía-despotismo (periodo que ellos creían iniciado durante la llamada Edad Oscura). Este movimiento trajo consigo el marco intelectual en el que se produciría la Guerra de Independencia de los Estados Unidos y la Revolución francesa, así como el auge del capitalismo y el nacimiento del socialismo. Frente a la dominante música del barroco europea, las artes en Francia responderán al movimiento Neoclásico y Rococó.

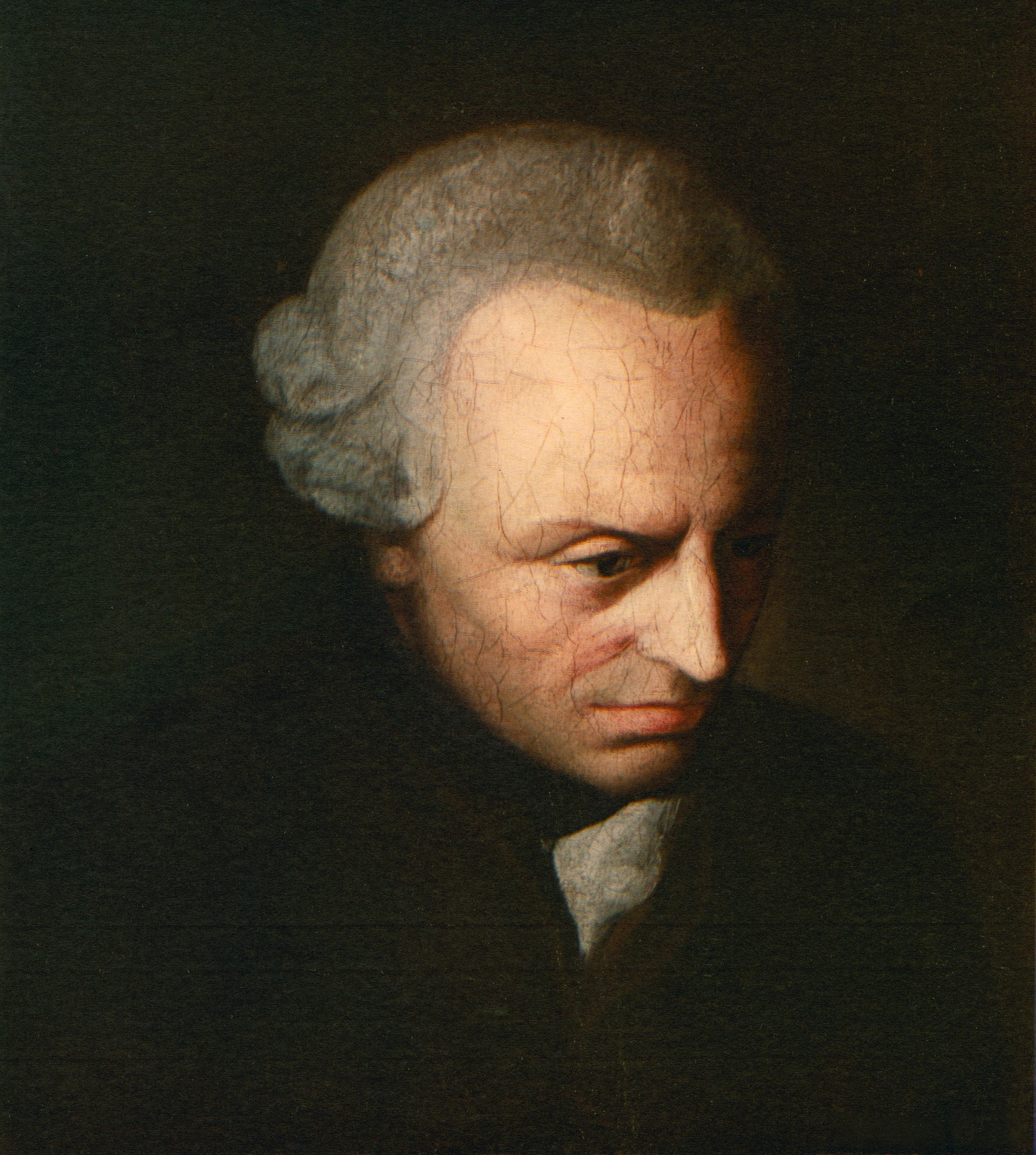
Kant en su madurez.

Otro destacado movimiento filosófico del siglo XVIII, íntimamente relacionado con la Ilustración, se caracterizaba por centrar su interés en la fe y la piedad. Sus partidarios trataban de usar el racionalismo como vía para demostrar la existencia de un ser supremo. En este periodo, la fe y la piedad eran parte integral en la exploración de la filosofía natural y la ética, además de las teorías políticas del momento. Sin embargo, prominentes filósofos ilustrados como Voltaire y Jean-Jacques Rousseau cuestionaron y criticaron la misma existencia de instituciones como la Iglesia y el Estado.
El siglo XVIII vio también el continuo auge de las ideas empíricas en la filosofía, ideas que eran aplicadas a la política económica, al gobierno y a ciencias como la física, la química y la biología.
En la historia nada es casual, un hecho es la consecuencia inevitable de otros que lo precedieron. La Revolución francesa, si bien tuvo otras causas, no hubiera sido posible sin la presencia del iluminismo que, poniendo luz sobre el oscurantismo de la Edad Media se alejó de los dogmas religiosos para explicar el mundo y sus acontecimientos, para hacerlos a la luz de la razón.
El iluminismo tampoco hubiera existido de no haberlo precedido un debilitamiento del poder de la Iglesia a causa de la reforma protestante, que dividió al mundo cristiano; y del humanismo, movimiento filosófico que centró en el hombre el objeto de las preocupaciones terrenales, quitando a la religión ese privilegio y desechando el teocentrismo.

## Contexto social, difusión y pensamiento

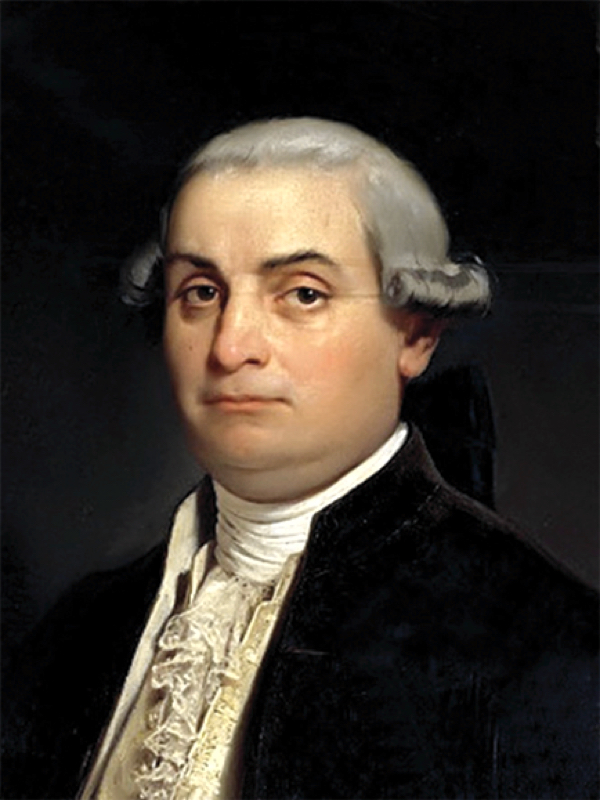
Cesare Beccaria, padre de la teoría penal clásica (1738-1794).

Ya se ha dicho que, socialmente, la Ilustración se halla inscrita en el ámbito de la burguesía ascendente, pero sus animadores no fueron ni todas las capas burguesas, ni solamente estas. Por un lado, tuvo sus adversarios en determinados sectores de la alta burguesía comercial (como, por ejemplo, el dedicado al tráfico negrero), y, por otra parte, ciertos elementos del bajo clero o de la nobleza cortesana (caso del conde de Aranda en España, o de los Argenson en Francia), e incluso el propio aparato estatal de despotismo ilustrado (Federico II, Catalina II, José II), la apoyaron, aunque, en este último caso, en sus manifestaciones más tímidas y, muchas veces, como simple arma de política internacional.
Los medios de que se valió el movimiento para su difusión fueron múltiples (entre otros, las sociedades secretas, como la masonería), pero, en primer lugar, hay que señalar las sociedades de pensamiento, específicas de la época, como los Amigos del país en España, o conocidas ya antes, pero potenciadas ahora, como las academias y los salones (estos en muchas ocasiones, regidos por «femmes de lettres», como el influyente salón de los que Napoleón llamó «ideólogos» o Sociedad de Auteuil). Otros vehículos de enorme importancia fueron la prensa periódica y la internacionalización de las ediciones. Por otra parte, la independencia económica del profesional de las letras, antes sujeto al mecenazgo, dio mayor autonomía a su pensamiento.
Aunque existieron diversas tendencias entre los ilustrados (que, a veces, dieron lugar a largas polémicas entre ellos —por ejemplo, en torno a problemas de la propiedad, que enfrentó a fisiócratas y utópicos— y a enemistades duraderas, como la de Diderot-Rousseau), reconocieron también una línea maestra común, que los hizo solidarios en su lucha. Su arma es la razón, desprovista de contenido preestablecido y convertida en un seguro instrumento de búsqueda, cuyo poder no consiste en poseer, sino en adquirir (libido sciendi). Con ella luchan contra la superstición las formas religiosas tradicionales y reveladas (llegando al deísmo o al ateísmo), al argumento de autoridad y las estructuras políticas y sociales anquilosadas, intentando eliminar cualquier elemento de misterio, extrañeza o milagro; es, por lo tanto, una ideología antropocéntrica –Pope diría que «el estudio propio del género humano es el hombre»–, llena de un optimismo activo frente al futuro, porque cree en el progreso conseguido a través de la razón, en la posibilidad de instaurar la felicidad en la Tierra y de mejorar a los hombres, de por sí buenos (Rousseau). En este sentido es un movimiento entusiasta, basado no en un frío racionalismo, sino convencido de que la sensibilidad, como aptitud para la emoción, es una potenciadora de la razón, si viene guiada por la experiencia: «a medida que el espíritu adquiere más luces, el corazón adquiere más sensibilidad», se lee en L'Encyclopédie (artículo “foible”). Al mismo tiempo, la Ilustración, forma de pensamiento de una economía de intercambio basada en el contrato comercial, tiene como rasgos distintivos el individualismo, el igualitarismo formal, el universalismo iusnaturalista, la tolerancia y el postulado de la libertad.

## Características

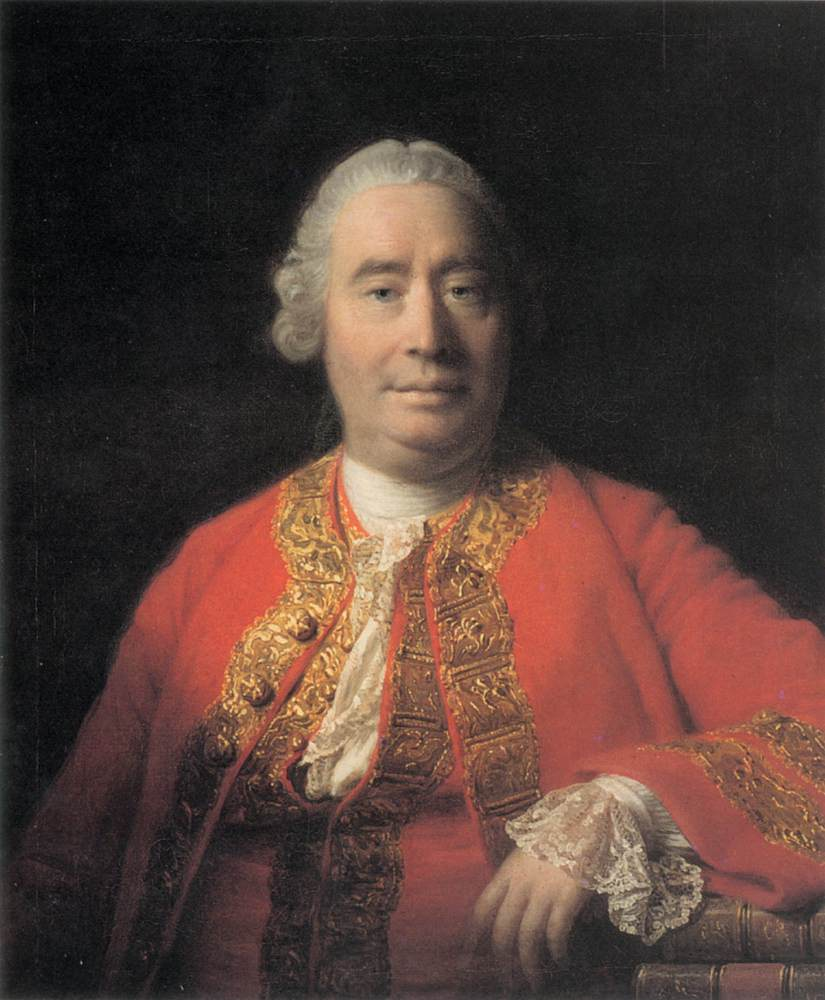
David Hume, retrato de Allan Ramsay (1766).

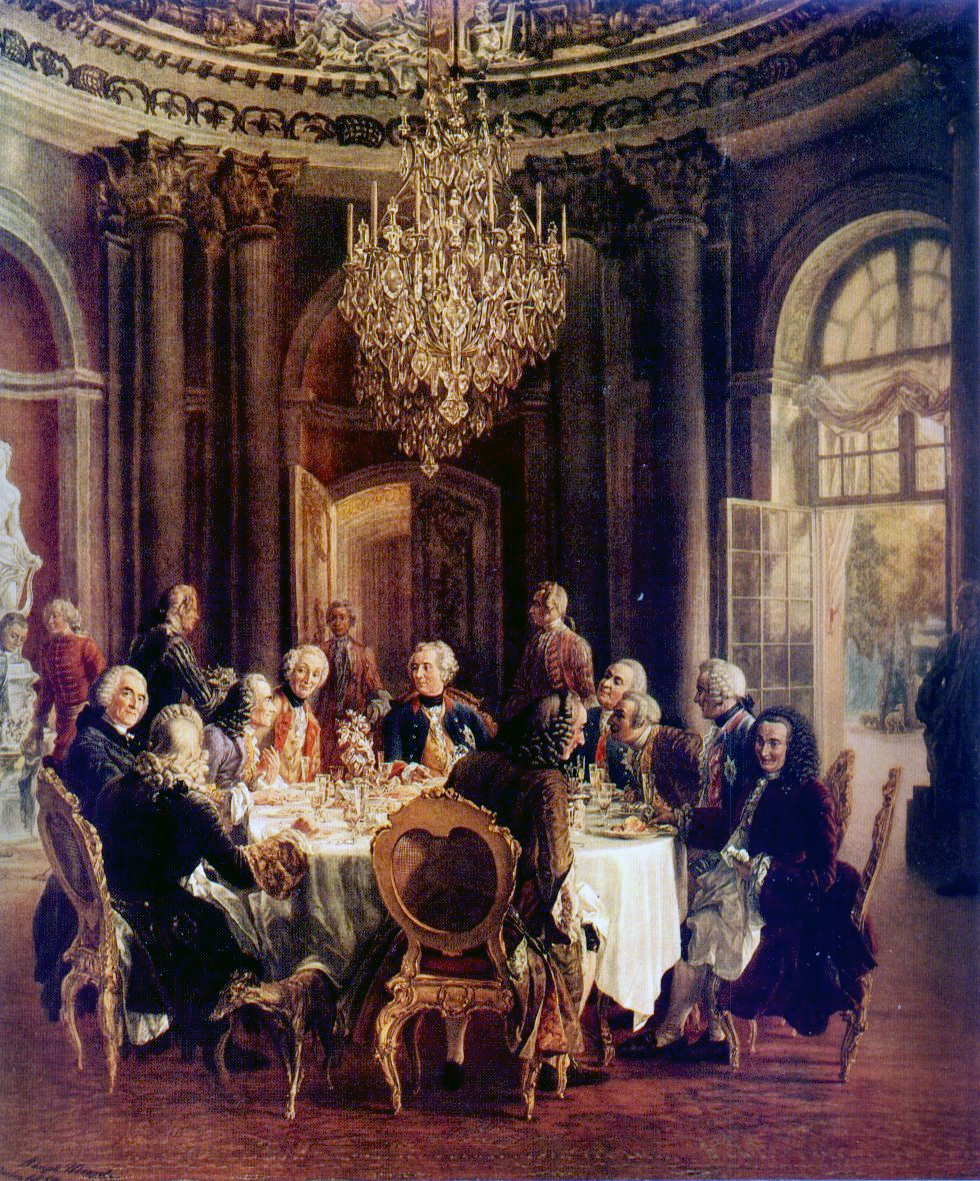
Voltaire, a la izquierda, en la corte de Federico II de Prusia. Fue este último quien pronunció la famosa frase «Todo para el pueblo, pero sin el pueblo», cita que resume el despotismo ilustrado.

En la segunda mitad del siglo XVIII, pese a que más del 70 % de los europeos eran analfabetos, la intelectualidad y los grupos sociales más relevantes descubrieron el papel que podría desempeñar la razón, íntimamente unida a las leyes sencillas y naturales, en la transformación y mejora de todos los aspectos de la vida humana.
Para entender correctamente el fenómeno de la Ilustración hay que recurrir a sus fuentes de inspiración fundamentales: la filosofía de Descartes -basada en la duda metódica para admitir solo las verdades claras y evidentes- y la revolución científica de Isaac Newton, apoyada en unas sencillas leyes generales de tipo físico. Los ilustrados pensaban que estas leyes podían ser descubiertas por el método cartesiano y aplicadas universalmente al gobierno y a las sociedades humanas. Por ello la élite de esta época sentía enormes deseos de aprender y de enseñar lo aprendido, siendo fundamental la labor desarrollada por Diderot y D'Alembert cuando publicaron la Encyclopédie raisonée des Sciences et des Arts entre 1751 y 1765, inspirada por los principios laicos y materialistas de la burguesía francesa y completada en 1764 con el crítico Dictionnaire philosophique, de Voltaire. La obra Ensayo sobre el gobierno civil de John Locke es una de las precursoras.
Como característica común hay que señalar una extraordinaria fe en el progreso y en las posibilidades de los varones y mujeres para dominar y transformar el mundo. Los ilustrados exaltaron la capacidad de la razón laica para descubrir las leyes naturales y la tomaron como guía en sus análisis e investigaciones científicas. Defendían la posesión de una serie de derechos naturales inviolables, así como el reformismo frente al abuso de poder del absolutismo y la rigidez de la sociedad estamental del Antiguo Régimen; fue precisamente el fracaso de este reformismo el que convirtió a la Ilustración en Liberalismo al estallar la Revolución francesa. Criticó la intolerancia en materia de religión, las formas religiosas tradicionales y al Dios castigador de la Biblia, y rechazó toda creencia que no estuviera fundamentada en una concepción naturalista de la religión. Estos planteamientos, relacionados íntimamente con las aspiraciones y valores laicos y materialistas de la burguesía ascendente, penetraron en otras capas sociales potenciando un ánimo crítico hacia el sistema económico, social y político establecido por los estamentos nobiliario y clerical que culminó en la Revolución francesa.
Antropocentrismo: Hay un nuevo Renacimiento en que todo gira en torno al ser humano y en particular en torno a su razón material y sensible de forma aún más pronunciada que en el siglo XVI, aunque el papel que entonces representó Italia lo desempeña esta vez Francia. La fe se traslada de Dios al hombre: hay confianza y optimismo en lo que este puede hacer, y se piensa en que el progreso (surge en este siglo la palabra) humano es continuo e indefinido, (Condorcet escribe su Cuadro de los progresos del espíritu humano) y los autores modernos son mejores que los antiguos y los pueden perfeccionar. Se formuló la filosofía del optimismo (Leibniz) frente al pesimismo característico de la Edad Media y el Barroco. La sociedad se seculariza y la noción de Dios y la religión empieza a perder, ya definitivamente (como había empezado a mediados del XVII con la Paz de Westfalia), la importancia que en todos los órdenes había tenido hasta ahora; se desarrolla una cultura exclusivamente laica e incluso antirreligiosa y anticlerical. Empiezan a formularse las expresiones más tolerantes de espiritualidad: nihilismo libertario (Casanova, Pierre Choderlos de Laclos), Masonería, deísmo (Voltaire), agnosticismo; incluso se formulan ya claramente las propuestas del ateísmo (Pierre Bayle, Baruch Spinoza, Paul Henri Dietrich) y el libertinismo, expuesto por algunos personajes de novelas escandalosas de la época (Marqués de Sade, etc.). La atención a los aspectos más oscuros del hombre constituye lo que se ha venido a llamar "la cara oscura del siglo de las luces".
Racionalismo: Todo se reduce a la razón y la experiencia sensible, y lo que ella no admite no puede ser creído. Durante la Revolución francesa, incluso se rindió culto a la «diosa Razón», que se asocia con la luz y el progreso del espíritu humano (Condorcet). Las pasiones y sentimientos son un mal en sí mismos. Todo lo desprovisto de armonía, todo lo desequilibrado y asimétrico, todo lo desproporcionado y exagerado se considera monstruoso en estética.
Hipercriticismo y su subsecuente reformismo: Los ilustrados no asumen sin crítica la tradición del pasado: con la Enciclopedia se replantean todo el conocimiento anterior filtrándolo a la luz de la razón y desdeñan cuanto no se somete a los principios laicos y materialistas que esta impone. Por ello desdeñan toda superstición y superchería (los "errores comunes" de Benito Jerónimo Feijoo), incluyendo a menudo la religión. Los consideran signos de oscurantismo y de una sociedad periclitada: es preciso depurar el pasado de todo lo que es oscuro y poco racional para construir una sociedad mejor y más pura. Se usa la literatura (el teatro, la fábula, la sátira) para corregir los defectos de la sociedad y mejorarla (castigat ridendo mores, "corrige riendo las costumbres", escribe Horacio): se educa, no se entretiene sino para conseguir lo primero. La tragedia expone los funestos resultados de la pasión o sentimiento fuera de control; la comedia ridiculiza los defectos morales del ser humano; la fábula suministra ejemplos de conductas útiles y prudentes y antiejemplos opuestos. La historia se empieza a documentar con rigor; las ciencias se vuelven exclusivamente empíricas y experimentales; la sociedad misma y sus formas de gobierno comienzan a ser sometidas a la crítica social, lo que culmina en las revoluciones al fin del periodo. Hay un enorme deseo de utopía política, que Jean-Jacques Rousseau formula con su concepto de voluntad general para inspirar gobiernos más justos; igualmente, Montesquieu exige una justicia mejor preconizando el principio de separación de poderes; la revolución americana declara buscar la felicidad aquí en la tierra y proclama el derecho democrático a elegir los gobernantes frente al modelo monárquico. Empieza a hablarse de constituciones. Se crean sociedades para mejorar todas las disciplinas (academias científicas como la Royal Society, bibliotecas públicas, museos, Sociedades económicas de amigos del país...), las ciencias (Isaac Newton, Leibniz, Georges Louis Leclerc, Linneo, Lavoisier, Euler, Franklin), la medicina (vacuna, primeros intentos de higienización), la tecnología (máquina de vapor, pila voltaica, reinvención de la porcelana, lanzadera volante, lámpara de gas, cronómetro, termómetro, sextante), la economía (Adam Smith) avanzan notablemente gracias a esta preocupación, por lo que hay un gran crecimiento demográfico.

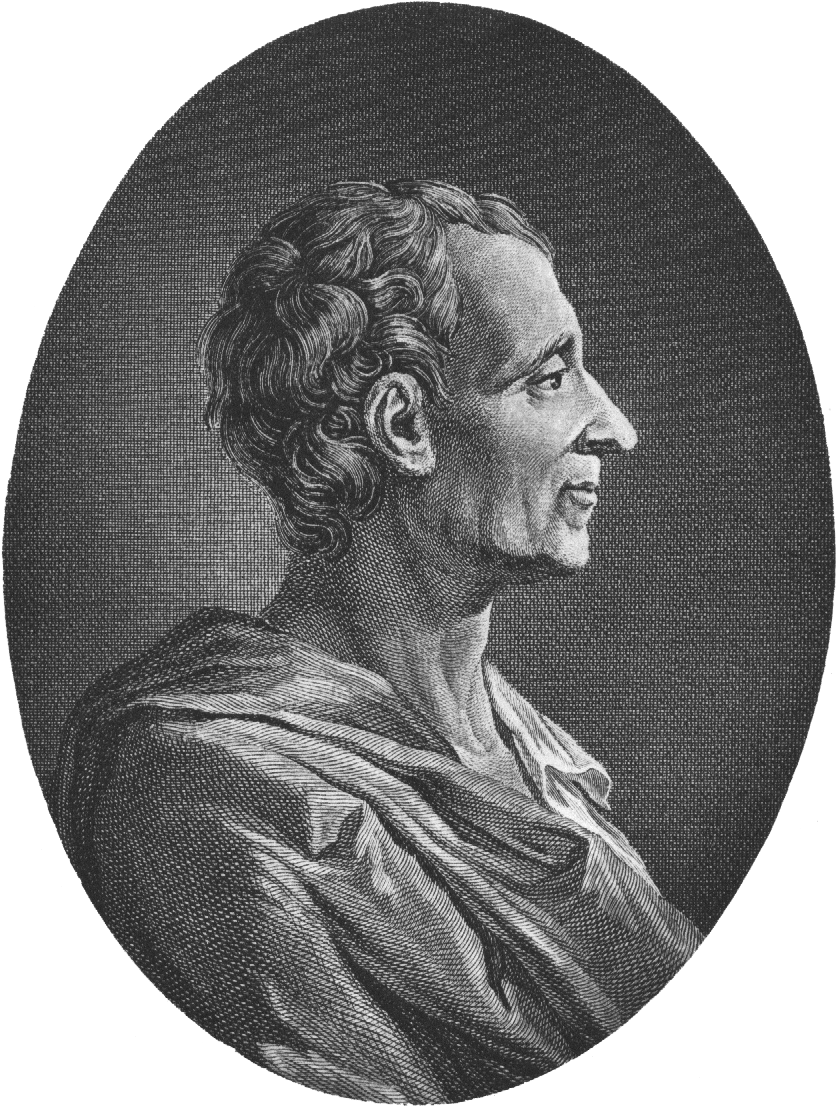
Charles Louis de Secondat, Barón de Montesquieu.

Pragmatismo: Solo lo útil merece hacerse; se desarrolla la filosofía del Utilitarismo preconizada por Jeremías Bentham, que halla un principio ético general en la felicidad enunciada por Epicuro, bajo la fórmula de «la mayor felicidad para el mayor número de gente». Las literaturas y las artes en general han de tener un fin útil, que puede ser didáctico (enseñanza), moral (depurar de las insanas pasiones) o social (sátira de las malas costumbres, para corregirlas). De ahí que entren en crisis géneros como la novela o que se cultiven las novelas de aprendizaje y que se pongan de moda las fábulas, las enciclopedias, los ensayos, las sátiras, los informes y en general los géneros ensayísticos. El teatro pretende corregir las costumbres con la comedia y limpiar de pasiones el alma con la tragedia. Es esta la Poética finalista del Neoclasicismo francés, comúnmente rechazada por el Empirismo inglés y la Ilustración alemana.
Imitación: La mímesis se hace relativa a la mathesis cartesiana. La originalidad se considera un defecto en el restrictivo neoclasicismo francés, que no supo asumir a Shakespeare, y se estima que se pueden lograr obras maestras «con receta», imitando lo mejor de los autores grecorromanos (clasicismo o neoclasicismo), que se constituyen en modelos para la arquitectura, la escultura, la pintura y la literatura. El academicismo impera en el terreno artístico y sofoca toda creatividad en Francia y toda cultura sujeta a su influencia El buen gusto es el criterio principal y se excluye lo imperfecto, lo feo, lo decadente, lo supersticioso y oscuro, la violencia, la noche, las pasiones desatadas y la muerte. El teatro debe someterse a las reglas de las tres unidades, no ya estatuidas por Aristóteles sino un tanto burdamente simplificadas: unidad de acción, lugar y tiempo; es más, los franceses añaden la unidad de estilo. Inglaterra mediante la estética empirista y, en especial, Alemania, es decir, los pivotes representados paradigmáticamente por Lessing y Kant, definirán una posición evolucionada, que rechazará frontalmente todo teatro francés, y la propuesta de la originalidad del genio.
Idealismo: El buen gusto exige rechazar lo vulgar: no se cuenta con los criterios estéticos del pueblo y la realidad que ofrece la literatura es mejor de lo que la realidad es, es estilizada, neoclásica. El lenguaje no admite groserías ni insultos, y busca el purismo, aunque con frecuencia se contagia de galicismos; no se presentan crímenes ni críticas a un poder que es inmutable (no se trata, por ejemplo, el tema del tiranicidio en el teatro, ni aparecen mezcladas las clases populares con las elevadas por decoro, ni temas de mal gusto como el suicidio (que solo aparecerá en el Romanticismo con el Werther de Goethe), y todo es amable y elevado. Se excluye lo temporal y lo histórico, cualquier forma de cambio "desde abajo" de la cosmovisión ilustrada.
Universalismo: El molde generalizador y objetivizador de la razón conduce a los ilustrados a asumir una tradición cultural cosmopolita, a asumir la relatividad cultural (Cartas persas de Montesquieu, críticas a la diversidad de las religiones de Voltaire, gusto por el exotismo de los libros de viajes) y funden todo tipo de tradiciones en la horma grecorromana que les sirve de fuente principal. Sienten interés por lo exótico, pero no lo asumen, porque buscan en él lo específicamente humano y universal. Y como la tradición literaria más universal es la clásica y el academicismo francés la ha incorporado, todo lo francés se pone de moda y poseer la lengua francesa se transforma en un signo de distinción: el arte y la cultura francesa influye en Alemania, España y Rusia y sus lenguas se llenan de galicismos. Se habla de "las Grecias, las Romas y las Francias" porque no existe (aún) el subjetivo nacionalismo romántico ni la teoría de los caracteres nacionales y se siguen los géneros puros e intemporales del clasicismo grecolatino: la fábula, la tragedia, la comedia, la oda, la elegía, la égloga o pastoral, la sátira, el poema didáctico o moral y se arrinconan géneros propios de otras culturas barrocas como la tragicomedia lopesca o el drama isabelino, o de aire medieval como la comedia de santos o el auto sacramental, modelos desviados y apartados del clasicismo universal. Es más, el universalismo ilustrado empieza a elaborar utopías de gobierno colectivo cuyo choque con la realidad desencadenará la Revolución francesa. Por otra parte, la Ilustración inglesa, empirista, y la Ilustración alemana, de tendencia idealista, promoverán una filosofía y un arte, sobre todo esta última, de mucho mayor calado que el formado por el neoclasicismo francés. De raíz española, si bien en gran medida transterrada a Italia por la expulsión jesuita de 1767, fue la importante y tardía Ilustración española o hispánica, universalista y comparatista encabezada por Juan Andrés, el lingüista Lorenzo Hervás, el musicólogo Antonio Eximeno y los grandes botánicos y los filipinistas y americanistas.
Racismo científico: durante la Ilustración se instituyó la idea de poligenismo en el que cada raza tenía un origen independiente, frente al monogenismo bíblico de un único origen. Henri de Boulainvilliers, Voltaire y otros ilustrados fueron los precursores de las teorías de la existencia de una raza superior.

## La filosofía ilustrada

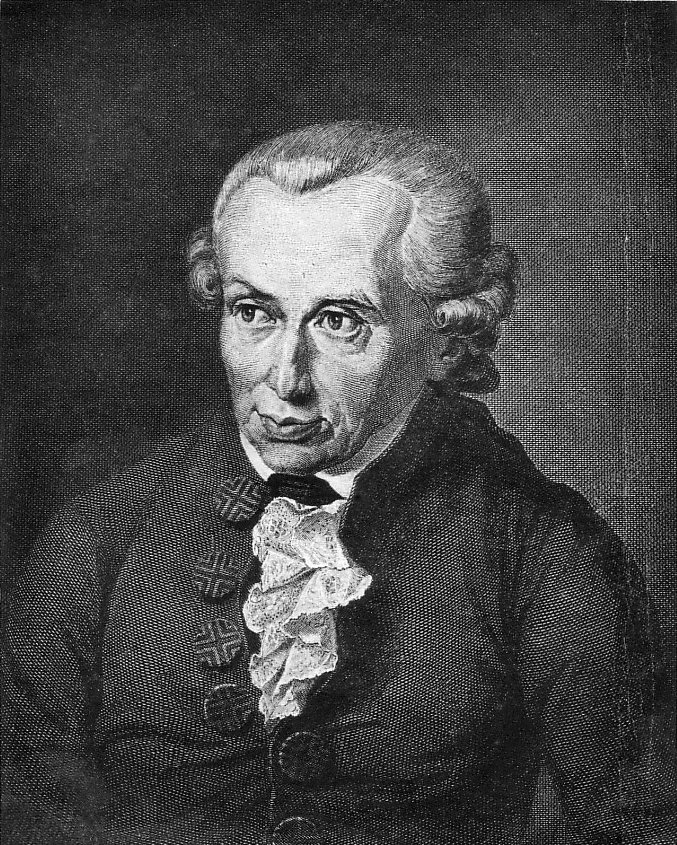
Immanuel Kant.

La Ilustración se nutrirá filosóficamente de varios movimientos y corrientes del pensamiento, empezando por el moderno del siglo XVII. Entre ellos, cabe destacar el Antropocentrismo, el Racionalismo (René Descartes, Blaise Pascal, Nicolas Malebranche, Baruch Spinoza, Gottfried Wilhelm Leibniz), el Empirismo (Francis Bacon, John Locke y David Hume), el Materialismo (La Mettrie, D'Holbach), el Hipercriticismo, el Pragmatismo, el Idealismo (George Berkeley e Immanuel Kant) y el Universalismo. En los campos de la filosofía, metafísica, geometría, astronomía, astrofísica, geografía, lógica, ética, derecho, estética, deontología, religión, ciencia, política cabe destacar la obra de Immanuel Kant, que sigue teniendo sobrada vigencia, en esos temas, hoy en día.
Todo el movimiento filosófico tiene su expresión en el resto de los órdenes de la vida social nacional y europea.

### La política en la Ilustración

«La guerra es el arte de destruir hombres, la política es el arte de engañarlos», frase atribuida a Jean Le Rond d'Alembert (1717-1783). Científico y pensador francés de la Ilustración, promotor de la Enciclopedia junto con Diderot.

Al igual que otros filósofos de la Ilustración, Jean-Jacques Rousseau fue crítico con el comercio atlántico de esclavos.

En política surge el despotismo ilustrado que llevará pronto, aun a su pesar, a la teoría de la separación de poderes. Se subordina el poder religioso al civil (secularización) y dentro del religioso aparecen las primeras señales de independencia de las iglesias nacionales respecto al absolutismo del papa (regalismo) y aparece el concepto de contrato social que se hará fuerte con Rousseau y el socialismo utópico.
Para los ilustrados, el destino del hombre es la epicúrea felicidad, y la propia Constitución de los Estados Unidos acogerá este propósito como uno de los derechos de los ciudadanos. Hacia el final del siglo el liberalismo, con la Revolución francesa a partir de 1789 aunque iniciado en Gran Bretaña de forma menos traumática con las ideas de John Locke, Adam Smith, Thomas Paine, Jeremy Bentham y John Stuart Mill, expande las conquistas sociales de la Ilustración por Europa y Norteamérica, dándose fin al Antiguo Régimen.
Acaba progresivamente la sociedad estamental que se viene arrastrando desde el feudalismo y emerge una nueva clase social, la burguesía, que adquiere conciencia de su poder económico y su impotencia política, de forma que conquistará el gobierno de su destino a lo largo del siglo siguiente a través de diversas revoluciones (1820, 1830, 1848) en que va ampliando su presencia en los órganos políticos del estado relegando a la aristocracia a un papel subalterno.
En el ámbito de la jurisprudencia, Cesare Beccaria (1738-1794) publicó en Livorno en 1764 Dei delitti e delle pene, obra que sienta las bases de la moderna ciencia criminal. Beccaria establece la gravedad de los delitos y la proporción de las penas a partir de los principios de la filosofía ilustrada francesa y la teoría contractualista y utilitarista (J. Locke). El jurista italiano entiende el delito como violación del orden social y la pena como una defensa del mismo. En Dei delitti e delle pene plantea también una dura crítica a los métodos judiciarios de la época (como la tortura o la pena de muerte, “ni útil ni necesaria”). Algunos legisladores europeos asimilaron la lección de Beccaria: Catalina II de Rusia, por ejemplo, promovió una reforma del código penal inspirada en la obra del filósofo italiano.

### La religión en la Ilustración
Al replantearse de un modo hipercrítico todo el conocimiento anterior, la ilustración mira de una nueva manera la religión e intenta quitarle cualquier resto de superstición. La Historia de la Iglesia se examina de un modo más crítico, por ejemplo: el padre Enrique Flórez desmonta así numerosas devociones, tradiciones y creencias falsas y legendarias en su España sagrada, y el benedictino Benito Jerónimo Feijoo hace algo muy parecido con lo que llama "errores comunes" con su Teatro crítico universal. La predicación pedante cuyo propósito directo no es edificar y corregir al creyente es satirizada así sin piedad por el jesuita español José Francisco de Isla en su novela satírica Fray Gerundio de Campazas.
Bajo la luz de la razón los seglares realizan también las primeras formulaciones del deísmo (Voltaire, Volney, Rousseau) y el ateísmo (Diderot, Holbach, La Mettrie) y se esboza por primera vez un cierto comparatismo en la historia de las religiones (véase religión comparada), que aparece, por ejemplo, en el relativismo de Voltaire. El libertinismo (que no cree en los milagros) y el librepensamiento se extienden. Pero lo fundamental es un laicismo que se va instalando con fuerza cada vez mayor en los gobiernos de Europa como una consecuencia natural del Tratado de Westfalia (1648), que consagró el fin del cesaropapismo; los mismos monarcas católicos empiezan a ver los beneficios económicos que reportan el regalismo y las desamortizaciones para el estado: se discute el excesivo papel que tenían las órdenes religiosas en las universidades y su monopolio en la educación general, que hacía encauzasen los mejores talentos hacia la carrera eclesiástica en vez de a las ciencias prácticas.
En 1759 el marqués de Pombal, ministro del rey portugués José I de Portugal, expulsó a los jesuitas, últimos defensores del cesaropapismo, en lo que le siguieron la mayoría de los países europeos (Francia, 1762; España, 1767; Parma, 1768; el propio papa disuelve la Compañía en 1773). El emperador católico de Austria José II cerró los claustros y los conventos para evitar el desperdicio de vidas que a su juicio representaba la clausura... abriendo así además la vía para la secularización y desamortización general de sus bienes. Carlos III produjo una expulsión que, en razón de sus territorios, abarcaba no solo España sino toda la América hispánica y Filipinas. Si ha sido discutida la gran transcendencia del perjuicio intelectual y académico de esta expulsión, lo cierto en cualquier caso es que estos jesuitas hispánicos contribuyeron decisivamente a una madura Ilustración cristiana desplegada desde Italia, lugar de acogida de los miembros de esta orden española.
En los países protestantes, el pietismo de August Hermann Francke y Nicolaus Ludwig von Zinzendorf, que propugnaba una religiosidad puramente espiritual y personal, se enfrentó igualmente a la ortodoxia clerical establecida más mundana. La religión se empieza a contemplar a través de criterios científicos y laicistas como si se estudiara a la naturaleza misma y desde un punto de vista utilitarista que abandona las viejas y supersticiosas concepciones. Para la mayoría de los filósofos, la ilustración incluía un rechazo del cristianismo tradicional. Y la aparición de estas tendencias laicas culminó con la Revolución francesa. Inversamente, un espíritu universal como el de Leibniz da un gran apoyo a la creencia en Dios con su Théodicée (1710).
En un siglo caracterizado por la soberanía de la razón, el Ensayo sobre el entendimiento humano (1690) de John Locke reclamaba pruebas de los dogmas religiosos y entabló un combate general contra el dogmatismo. En Inglaterra, el repudio de la tradición religiosa acrítica había derivado rápidamente hacia el deísmo, que ya solo reconocía a Dios, a la virtud y a la inmortalidad como los tres fundamentos de una religión natural universal; la obra del primer deísta John Toland Christianity not Misterious (1696) había señalado el punto de partida de este movimiento que, en el siglo XVIII, contó a Gotthold Ephraim Lessing, a Voltaire y a Volney como a sus principales adeptos.
Pero la tendencia intelectual más radical en el «estudio» de la religión fue el materialismo francés del siglo XVIII. En 1745 un médico, Julien Offray de La Mettrie, publica su Histoire naturelle de l'âme ("Historia natural del alma"), en la que llega a la conclusión de que esta es material. Aunque la obra fue quemada por mano del verdugo a causa del mandato del Parlamento del París, el autor desarrolló su teoría y publicó en 1747 su libro principal, L'Homme Machine, en que define al hombre como una máquina y defiende ostensiblemente un materialismo ateo. Federico el Grande lo llamó a su Academia de Berlín, donde el filósofo acudió de buen grado, ya que era perseguido en Francia por sus concepciones políticas, reputadas de peligrosas. Su seguidor, el barón de Holbach, expuso las teorías del materialismo francés en su Système de la Nature (1770) mezclándolos con los restantes elementos de la doctrina empírica, el Sensualismo de Condillac, el Determinismo ateo de Denis Diderot y la moral del egoísmo preconizada por Helvetius, llegando a la conclusión de que, en realidad, nada existe fuera de la materia eterna de la que provienen todos los movimientos de los cuerpos y que, por consiguiente, la concepción de Dios es inútil y la religión es una invención de los curas para aprovecharse ellos únicamente de la moral, por lo que solo puede perjudicar al bienestar del pueblo. Sus ideas, divulgadas por el grupo que Jean-Jacques Rousseau llamó coterie holbachique, empezaron a calar seriamente entre los pensadores libres y ya el propio Rousseau había defendido una religiosidad natural en su "Profesión de fe del vicario saboyano", dentro de su Emilio. "Por vez primera se produce un rechazo firme de toda religión revelada en nombre del materialismo puro y una nueva visión del mundo se enfrenta a la concepción teológica que hasta entonces había sido válida" Algunos philosophes incluso, como Charles-François Dupuis, reducen la idea de Jesucristo a la de un mito solar.
Por otra parte, sociedades secretas como la Francmasonería, los Rosacruz y los Iluminati identificaban a Dios como un laico arquitecto racional del universo y condenaban la religión como una superstición vulgar; lo importante para ellos era construir el templo de la humanidad sobre las bases de la caridad activa y la ética como categorías superiores a toda religión. La primera gran logia masónica se fundó en Londres en 1717 y en 1723 James Anderson escribió sus Constituciones o estatutos. La masonería se propagará por todo el mundo y, por ejemplo, tendrá una gran importancia en la secesión y constitución de la primera república presidencial del siglo XVIII: los Estados Unidos, que no reconoce ninguna religión como oficial. Incluso algunos eclesiásticos y monarcas fueron masones, como Federico el Grande, e intelectuales como Wieland, Goethe y Lessing, entre muchos otros, fueron masones.
Se difunde una concepción más espiritual, personal y sobre todo tolerante de la iglesia. La religión se convierte en un compromiso personal con Dios que abandona las imposiciones dogmáticas e institucionales de las iglesias, que, según los ilustrados, ocupan el lugar verdadero de Dios. La Ilustración se caracterizaba por la pluralidad y la tolerancia. La tolerancia es el principio que exponen Voltaire y Lessing en sus obras. Voltaire escribirá que "en un país donde hay una sola religión, no se puede vivir; en donde hay dos, hay guerra civil; pero en Inglaterra, donde hay treinta, existe paz". Y Lessing, en su drama Natán el Sabio (1779), proclamó el evangelio del amor tolerante en su forma más pura y en su Erziehung des Menschengeschlechtes ("Educación del género humano", 1780) trata además de resolver la contradicción entre la revelación y la razón, explicando que la ética es la última meta de todas las religiones. Convivirán ortodoxos, católicos y protestantes; deístas y partidarios de la llamada religión natural que llama a Dios "Ser supremo" y al que incluso consagró un ara o altar en Nôtre Dame durante la Revolución francesa. Pero también había ateos y nihilistas o libertinos (el marqués de Sade, Choderlos de Laclos, Restif de la Bretonne), también llamados pirrónicos o llanamente descreídos.
La Iglesia estaba sometida al Estado absoluto, lo cual generó conflictos en los países católicos, ya que dependían a su vez de las decisiones del pontífice en Roma.

### Las Artes y las Ciencias en la Ilustración
Si la Ilustración francesa permanece consustancial al Neoclasicismo, según antes quedó referido, la inglesa y el Empirismo se constituyen en importante esfera prerromántica y preidealista en los más diferentes campos del saber, al margen de las ciencias experimentales y la sociales que entonces se atisban. La Ilustración alemana será, en las artes, fundamento de la inmediata Romantik, tras el Sturm und Drang.
En física, óptica y matemáticas, los avances son decisivos gracias a las contribuciones de sir Isaac Newton y otros estudiosos. Igualmente en botánica. Surge la economía política como ciencia moderna gracias a las aportaciones de los fisiócratas y sobre todo del liberalismo de Adam Smith y su monumental obra La riqueza de las naciones. Para la visión del mundo es importante que la geografía terminase de cartografiar todo el globo, a excepción de los círculos polares y algunas regiones de África.
La Enciclopedia significó una ruptura del concepto histórico en favor de una visión esquematizada. Sin embargo, por otra parte, la historiografía moderna y su fundamentación epistemológica fue una de las grandes realizaciones ilustradas, tanto desde el punto de vista del tratamiento del objeto como del método, lo cual pretendió oscurecer el romanticismo.

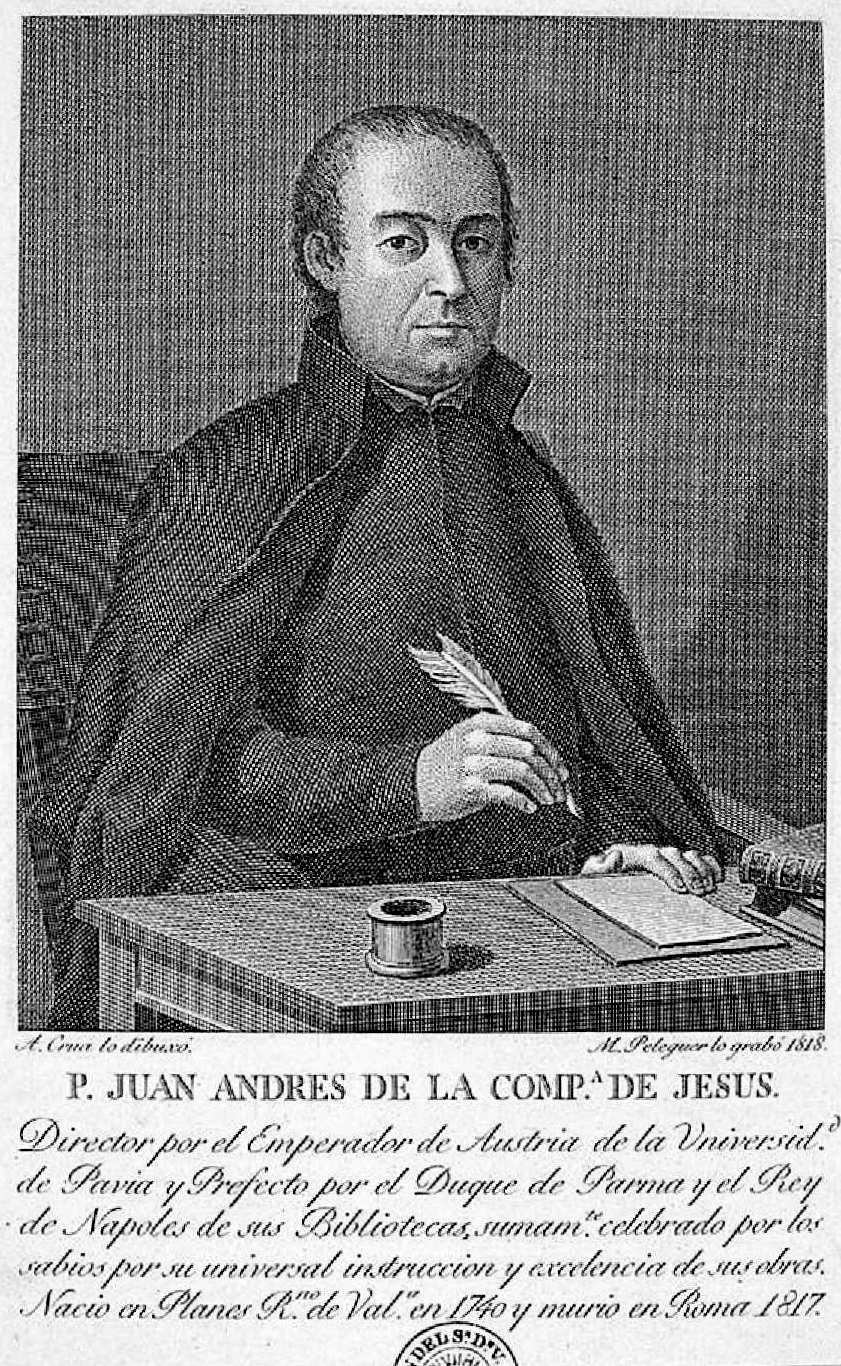
Juan Andrés (1740-1817).

En Italia el reformismo ilustrado se entrecruzó con la gran tradición humanista de matriz renacentista: los resultados de más relieve se enmarcan en los ámbitos de la teoría política y jurídica (el antes referido Cesare Beccaria, los hermanos Alessandro y Pietro Verri, Antonio Genovesi, Gaetano Filangieri o Francesco Mario Pagano) y la historiografía, tanto civil (Ludovico Antonio Muratori, en cuanto precursor) como literaria (Girolamo Tiraboschi). La Storia della letteratura italiana de Tiraboschi, obra paradigmática de la erudición dieciochesca italiana, es el primer gran ejemplo de historia literaria nacional en Europa.
La Ilustración universalista española, importante para la geografía y las exploraciones desde tiempos anteriores a sus precursores más inmeditos Pedro Murillo Velarde y Jorge Juan, culminará la creación de la Comparatística moderna, tanto desde el punto de vista de la historiografía universal de las letras y las ciencias (Origen, progresos y estado actual de toda la literatura) por Juan Andrés, como de la lingüística (Catálogo de las lenguas de las naciones conocidas) por Lorenzo Hervás, que contó con una gran red intercontinental de colaboradores, y la musicología universal por Antonio Eximeno. Las importantes obras de la Ilustración universalista española se publican originalmente en Italia y en lengua italiana. Por otra parte, la Escuela española, ya inicialmente interesada por la física y la meteorología, especialmente a partir de las obras de Andrés, originó una tradición de estudios meteorológicos, también sísmicos, fundamental que alcanzaría posteriormente sus grandes maestros y descubridores en las figuras de Benet Viñes y Federico Faura, creadores de los observatorios de La Habana y Manila.
|  |
|  |

|  |
|  |

El pensamiento de la Ilustración entresaca de la marcha efectiva de la ciencia desde la época de su restauración la prueba concreta, directa, convincente, de que esta unión y conciliación de 10 positivo y lo racional no es antojadiza, sino algo alcanzable, un ideal que se puede cumplir con todo rigor.

## Esquema general e hispánico

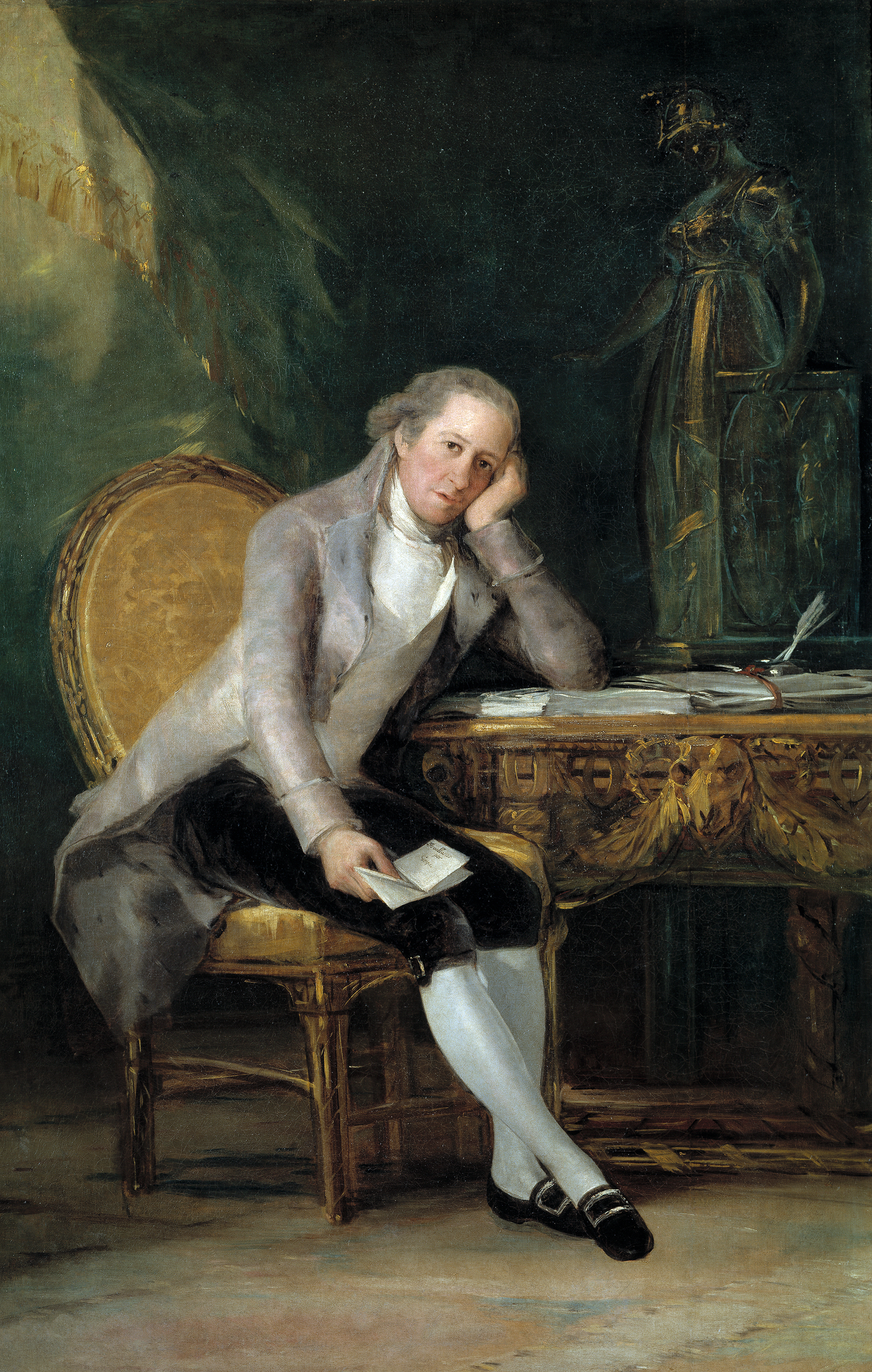
Retrato de cuerpo entero de Jovellanos, pintado por Francisco de Goya y Lucientes en 1798, considerado uno de los más emblemáticos personajes de la Ilustración española. Este intelectual español accedió al cargo de ministro y emprendió reformas que no llegaron a consolidarse. En el fondo se aprecia una estatua de Minerva, diosa de la sabiduría, que parece estar "bendiciéndole".

Desde Gran Bretaña, donde algunos de los rasgos esenciales del movimiento se dieron antes que en ningún otro lugar, la Ilustración se asentó en Francia, donde la anglofilia fue difundida por Voltaire, y produjo en Francia un cuerpo ideológico, el enciclopedismo, y sus más difundidas personalidades (Montesquieu, Diderot, Rousseau, Buffon, etc). Ahora bien, la filosofía ilustrada más sólida fue sin duda la más tardía alemana, que con Kant culminará la creación del pensamiento propiamente moderno, ya muy por encima de la ideología enciclopedista. La Ilustración también dio sus frutos propios en otros lugares europeos y americanos. En ocasiones se recrearon proyectos ilustrados más o menos autónomamente, pero en la mayoría de casos vinculados al pensamiento inglés y, sobre todo en lo que se refiere a la ideología enciclopedista, a Francia (así en Países Bajos, Polonia, Rusia, Suecia, la península italiana y la ibérica, etc., o en sus colonias americanas). Desde el punto de vista sociopolítico fueron frutos condicionados por el grado de desarrollo ideológico adquirido en el momento de lanzamiento de la nueva ideología y por el proceso interno seguido a lo largo de su desarrollo. Si la Ilustración alemana fue por necesidad teórica de asimilación lenta y compleja, el ideologismo ilustrado lo fue rápido y con la superficialidad característica que le amparaba en la vida mundana, de la moda y las costumbres.

### La Ilustración en España
En España la Ilustración coincidió con los reinados de Fernando VI y Carlos III. Si bien la situación en que se encontraba el país obstaculizó una eclosión inmediata, el auge dinámico de algunas de sus zonas geográficas (especialmente Cataluña) y la actuación coadyuvante del poder político facilitaron la aparición de un nutrido y valioso grupo de ilustrados (Cabarrús, Cadalso, Campomanes, Capmany, Feijoo, Floridablanca, Jovellanos, etc.) condicionado, no obstante, por el arraigo y la preponderancia del pensamiento escolástico tradicional. La creación de las Reales Academias de la Lengua, de la Historia, de la Medicina y del Real Gabinete de Historia Natural (actual Museo Nacional de Ciencias Naturales), son reflejo de los logros de la Ilustración española, que ni mucho menos fue relativa al influjo francés.
La polémica acerca de la existencia o no de una Ilustración española (polarizada en las opiniones contrarias de Ortega y Gasset y Eugenio D'Ors), más el añadido de una escasamente articulada investigación posterior durante gran parte del siglo XX, atendía a razones más políticas que científicas y tuvo como consecuencia un gran retraso en el reconocimiento de la existencia y reconstrucción de una sólida e internacionalizada Ilustración española o hispánica, tanto humanística como científica, empirista y cristiana, progresista pero muy escasamente política, una tardía Ilustración universalista de gran envergadura, encabezada por Juan Andrés, creador de la Historia universal de las letras y las ciencias, Lorenzo Hervás y Antonio Eximeno, constructores de hecho de la Comparatística moderna. Se trata de una nutrida gama de intelectuales, algunos de primer orden (Miguel Casiri, Raimundo Diosdado Caballero, Juan Bautista Muñoz, Juan de la Concepción, Pedro Franco Dávila, Antonio José Cavanilles, José Celestino Mutis, Vicente Requeno, Juan Ignacio Molina, Pedro José Márquez, Francisco Javier Clavijero, entre otros), en buena parte jesuitas españoles expulsos en 1767, pero también americanos y filipinos. Es lo que se ha venido en llamar Escuela Universalista Española del siglo XVIII.

### La Ilustración en Hispanoamérica
A Hispanoamérica llegaron las ideas de la Ilustración a través de la metrópoli. Existe, junto al marbete de Ilustración Española, el más general de Ilustración Hispánica, que abarca tanto el español como el hispanoamericano.
En los ámbitos de la política y la economía, las reformas impulsadas por el despotismo ilustrado a finales del reinado de Fernando VI y durante el de su sucesor Carlos III tenían por objeto reafirmar el dominio efectivo del gobierno de Madrid sobre la sociedad colonial y contener o frenar el ascenso de las elites criollas.
Las autoridades españolas procedían a una explotación más sistemática y profunda de las colonias. Procuraban, además, fortalecer y aumentar la marina de guerra y establecer unidades del ejército regular español en las diversas regiones de América.
En la Nueva España (México), en el ámbito de los colegios de la Compañía de Jesús, vemos surgir un importante grupo de científicos y filósofos ilustrados, encabezados por José Rafael Campoy (1723-1777), que defienden una clara separación entre la filosofía y las ciencias naturales, una mayor especialización en el estudio científico y una simplificación en el método de la enseñanza filosófica, evitando las sutilezas silogísticas, así como la sumisión incondicional a las autoridades. En este grupo de estudiosos que trabaja principalmente en la Ciudad de México, Tepotzotlán, Guadalajara y Valladolid (Morelia), destacan el historiador y naturalista, jesuita expulsado, Francisco Javier Clavijero (1731-1787), miembro sobresaliente de la Escuela Universalista Española del siglo XVIII, que empleaba un método histórico sistemático y sorprendetemente moderno; el filósofo Andrés de Guevara y Basoazábal (1748-1801), que se basa en Bacon, Descartes y los censistas para plantear la necesidad de una filosofía moderna, justificar el método inductivo y experimental, y denunciar el abuso del método deductivo; y principalmente Juan Benito Díaz de Gamarra y Dávalos (1745-1783), crítico de la escolástica y defensor de la ciencia y de la modernidad, cuyo eclecticismo ilustrado está principalmente regido por los valores del buen sentido, la racionalidad, la tolerancia y la utilidad para el hombre.
En el sur del continente, el pensamiento ilustrado tuvo un primer gran empuje en la Real Audiencia de Quito mediante la llamada Escuela de la Concordia, fundada en la ciudad de Quito por el Dr. Eugenio Espejo en 1791, y a la cual pertenecían nobles de la élite criolla y profesionales mestizos. Los pensamientos y debates surgidos en la Escuela de la Concordia plantaron las primeras semillas de nacionalismo e independencia de Sudamérica, ya que a partir de varios sucesos ocurridos con sus diferentes miembros, la ilustración se propagaría hacia el resto de territorios de los virreinatos de Nueva Granada y Perú.